# Джордж Томас Джон Наджент, 8-й граф Вестміт

Герб графів Вестміт

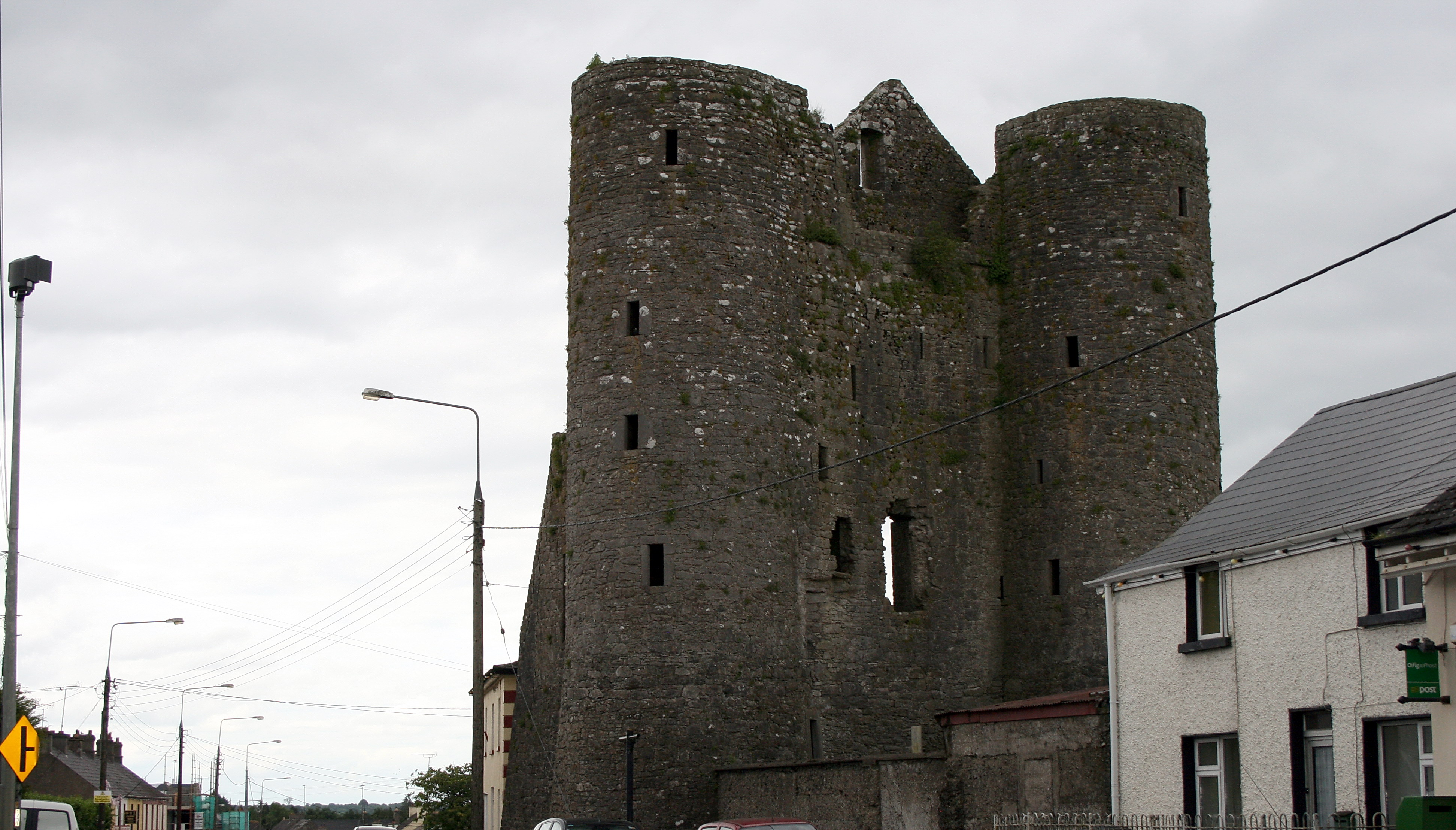
Замок Наджент

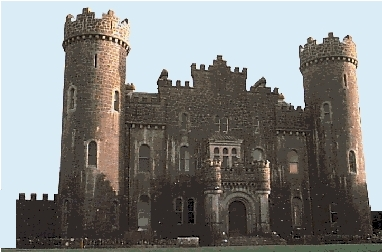
Замок Клонін (Делвін)

Джордж Томас Джон Наджент (англ. — George Thomas John Nugent) (17 липня 1785 — 5 травня 1871) — І маркіз Вестміт, лорд Делвін (1792—1814), граф Вестміт (1814—1821), пер Ірландії, ірландський аристократ, політик, депутат парламенту Об'єднаного Королівства Великої Британії та Ірландії, лорд-лейтенант Вестміт.

## Походження
Джордж Томас Джон Наджент народився в місті Клоніні (графство Вестміт, Ірландія). Він був єдиним сином (що вижив) Джорджа Фредеріка Наджента – VII графа Вестміт та Маріанни – дочки майора Джеймса Сент-Джона Джефрієса та Арабелли Фіцгіббон. Його батьки розлучились в 1796 року після того як Джордж Фредерік Наджент дізнався про роман Маріанни з Августом Кавендіш-Бредшоу. Розлучення відбулося внаслідок скандального судового процесу, деталі якого широко обговорювала преса та суспільство. Після розлучення батьки Джорджа швидко одружились знову: мати з Августом Каведіш-Бредшоу, а батько з леді Елізабет Мур – дочкою Чарльза Мура – І маркіза Дрогеда.  

## Кар’єра
Лорд Вестміт після смерті свого батька в 1814 році успадкував титул графа Вестміт. У 1822 році йому було даровано короною створений для нього титул маркіза Вестміт. Оскільки цей титул був у перстві Ірландії, титул не давав автоматично місце в палаті лордів парламенту Об’єднаного Королівства Великої Британії та Ірландії. Але в 1831 році Джордж Томас Джон Наджент був обраний депутатом парламенту. Того ж року він отримав посаду лорд-лейтенанта Вестміт. Цією посадою він володів до самої своєї смерті в 1871 році.

## Родина
Джордж Томас Джон Наджент був одружений тричі.
Перший шлюб – одружився з леді Емілі Енн Беннет Елізабет Сесіл – дочкою Джеймса Сесіла – І маркіза Солсбері та леді Емілі Мері Хілл. Шлюб відбувся 29 травня 1812 року. У шлюбі було двоє дітей: 
- Вільям Генрі Веллінгтон Бріджес Наджент (24 листопада 1818 – 16 листопада 1819) – лорд Делвін
- Леді Роза Емілі Мері Енн Наджент (1814 – 1883) – одружилась з Фулке Гревіллом – І бароном Гревілл.

Джордж Томас Джон Наджент та леді Емілі розлучились у 1827 році, потім помирились, зійшлись, але потім розлучились знову. Емілі робила спроби повернути собі дочку, але невдало. Після цього вона разом з феміністкою та видатною письменницею Керолайн Нортон почала компанію за зміну закону, який на її думку обмежував права жінок. 
Другий шлюб - Джордж Томас Джон Наджент одружився з Мері Джервіс 18 лютого 1858 року. Але в 1862 році вони розлучились. Дітей в цьому шлюбі не було. 
Третій шлюб - Джордж Томас Джон Наджент одружився з Елізабет Шарлоттою Вернер – дочкою Девіда Вернера та племінницею сера Вільяма Вернера – І баронета Вернер. Шлюб відбувся 12 липня 1864 року. Дітей в цьому шлюбі не було.
Джордж Томас Джон Наджент мав позашлюбну дочку – Елізу Наджент (1806 – 14 вересня 1877), що одружилась з Альфредом Харлі – VI графом Оксфорд та Мортімер. Джордж Томас Джон Наджент помер у травні 1871 року у віці 85 років, разом з його смертю зник титул маркізів Вестміт. Його родич Ентоні Наджент володів титулом барон Наджент Ріверстон. 